# Skenkfell
Skenkfell är en kulle i republiken Island. Den ligger i regionen Austurland, 300 km nordost om huvudstaden Reykjavík. Toppen på Skenkfell är 586 meter över havet.
Trakten runt Skenkfell är nära nog obefolkad, med mindre än två invånare per kvadratkilometer. Det finns inga samhällen i närheten. Trakten runt Skenkfell är ofruktbar med lite eller ingen växtlighet.